# Super Mario Sunshine
Super Mario Sunnshine (яп. スーパー マリオ) відеоігра із серії ігор Маріо, розроблена Nintendo EAD на платформі Nintendo GameCube. Гра є тривимірним платформером, як і її попередник Super Mario 64, випущений у 1996 році. Це одна з небагатьох ігор у серії, де сюжет дійсно розвивається. Було продано понад 5,5 мільйонів копій гри, що дозволило грі стати однією з найбільш продаваних ігор на GameCube. Гра є сиквелом Super Mario World і Super Mario 64.

## Геймплей
Геймплей схожий на попередню гру із серії Super Mario 64. Гравець керує Маріо на відкритих локаціях, виконуючи різні завдання і збираючи спеціальні предмети. Маріо вміє ходити, бігати, стрибати на велику висоту, плавати та занурюватися під воду на обмежений час. В ході гри Маріо зустрінеться з роботом Fludd, який дозволить Маріо використовувати воду для атаки. Маріо також може використовувати динозавра Йоші для переміщення по рівнях.
За сюжетом Маріо повинен зібрати 120 блискучих зірок, розкиданих на кількох рівнях. Чим більше зірок знайде гравець, тим більше рівнів буде доступно для дослідження. Маріо також може знайти 240 синіх монет, які можна обміняти на зірки (1 зірка дорівнює 10 монетам). У певний час відкриється останній рівень, де Маріо повинен битися з фінальним босом. Гравець не зобов'язаний знаходити всі 120 зірок, але це вплине на кінець гри. Крім того, у цій грі вперше з’являється син Боузера на ім’я Бовзер Молодший.

## Оцінки
Super Mario Sunshine була позитивно прийнята ігровими журналістами. Рецензент з IGN похвалив розробників за додавання рюкзака-насоса, який урізноманітнив ігровий процес, а оглядач з GameSpy відзначив «велику кількість рухів, які доступні персонажу та красиві локації». Гра отримала найвищу оцінку від журналу Nintendo Power, в рецензії якого зазначалося, що у гри «приголомшлива графіка, чудова музика, розумний дизайн рівнів, смішні катсцени та винахідливі головоломки».

## Продажі
В Японії протягом чотирьох днів було продано понад 400 000 копій Super Mario Sunshine. У Сполучених Штатах було продано більше 350 000 примірників протягом перших десяти днів після випуску, перевищивши продажі Grand Theft Auto III для PlayStation 2, Halo для Xbox і Super Mario 64 для Nintendo 64, а також підвищивши продажі апаратного забезпечення GameCube.